# Мар'янівка (Роменський район)
Мар'я́нівка — село в Україні, у Синівській сільській громаді Роменського району Сумської області. Населення становить 1 осіб. Колишній орган місцевого самоврядування — Саївська сільська рада.
Після ліквідації Липоводолинського району 19 липня 2020 року село увійшло до Роменського району.

## Географія
Село Мар'янівка розташоване на відстані 1 км від сіл Карпці, Гришки та Вовкове.

## Пам'ятки
Дві братські могили радянських солдат.

## Історія
- Село постраждало внаслідок геноциду українського народу, проведеного урядом СРСР 1923-1933 та 1946-1947 роках.